# 찔레꽃 (1957년 영화)
"찔레꽃"은 한국에서 제작된 신경균 감독의 1957년 영화이다. 이경희 등이 주연으로 출연하였고 방의석 등이 제작에 참여하였다.

## 출연

### 주연
- 이경희
- 김을백
- 이민
- 주선태

## 기타
- 원작자: 김말봉
- 조명: 이한찬
- 녹음: 이경순
- 미술: 이봉선